# Mara Wilson
Mara Wilson est une actrice américaine, née le 24 juillet 1987 à Burbank (Californie).

## Biographie
Mara Elizabeth Wilson est la fille de Michael Wilson et de Suzie Shapiro, décédée en 1996 d'un cancer du sein alors que Mara n'a que neuf ans. Elle se souviendra plus tard que cela affecta sa passion pour le théâtre. À l’âge de 12 ans, Wilson est diagnostiquée ayant des TOCS. Elle reçoit également un diagnostic de TDAH.
Elle a trois frères aînés, Danny, Jon et Joel (respectivement plus âgés qu'elle de huit, six et quatre ans) et une sœur cadette, Anna, plus jeune de cinq ans. Sa mère était juive et Mara fut élevée dans la religion juive. En grandissant elle devient athée.
Elle entre à la John Burroughs High School et participe à un programme d'été pour les jeunes à l'Idyllwild Arts Academy (en) avant d'y être transférée dans ses premières années du secondaire.
Mara fait ses débuts dans le film Madame Doubtfire avec Robin Williams, Sally Field, Pierce Brosnan et Matthew Lawrence, puis dans les films Miracle sur la 34e rue et La Guerre des fées. Elle remporte le prix de la Jeune Actrice dans le film La Guerre des fées pour la meilleure prestation d'une jeune actrice tenant le premier rôle dans un film de long métrage. Elle joue le rôle principal, à l'âge de neuf ans, du film Matilda qui lui vaut le prix de la Jeune Étoile pour la meilleure prestation d'une jeune actrice dans un film de comédie.
Mara fait aussi plusieurs apparitions dans le soap opéra Melrose Place, jouant le rôle de Nikki Petrova. Avant son apparition au cinéma, elle et son aîné Danny jouent dans des publicités pour Texaco, Marshalls (en), Bank of America et Oscar Mayer.
En août 2005, elle fait une apparition en tant que personnage principal dans une production théâtrale de Rodgers et Hammerstein intitulée Cendrillon, qui est présentée au Ector Theater dans la ville d'Odessa, au Texas. À l'automne suivant, elle commence ses études universitaires à la Tisch School of the Arts de l'Université de New York.
Peu après la tuerie de masse homophobe à Orlando, en juin 2016, elle décide de révéler publiquement sa bisexualité.

## Filmographie

### Télévision
- 1994 : Le Courage de l'amour (en) (A Time to Heal) (TV) : Barbara Barton
- 1999 : La Ferme aux ballons (en) (Balloon Farm) (TV) : Willow Johnson

### Cinéma
- 1993 : Mme Doubtfire (Mrs. Doubtfire) : Natalie 'Nattie' Hillard
- 1994 : Miracle sur la 34e rue (Miracle on 34th Street) : Susan Walker
- 1996 : Matilda : Matilda Verdebois
- 1997 : La Guerre des fées (A Simple Wish) : Anabel Greening
- 2000 : Thomas and the Magic Railroad de Thomas and the Magic Railroad : Lily, Burnetts Grand Daughter
- 2012 : Demo Reel (série web) : femme de Donnie (voix)
- 2015 : Billie Bob Joe de Joe Kowalski : elle-même
- 2016 : Broad City : serveuse
- 2016 : BoJack Horseman : Jill Pill (voix, 4 épisodes)
- 2020 : Helluva Boss (série web) : Mrs. Mayberry

## Distinctions

### Récompenses
- 1995 : ShoWest Award de la jeune étoile de l'année.
- 1997 : YoungStar Awards de la meilleure prestation d'une jeune actrice dans une comédie pour Matilda (1996).
- 1998 : Young Artist Awards de la meilleure prestation d'une jeune actrice tenant le premier rôle dans un drame pour La Guerre des fées (1997).

### Nominations
- 23e cérémonie des Saturn Awards 1997 : Meilleur(e) jeune acteur ou actrice dans une comédie pour Matilda (1996).
- 1997 : Young Artist Awards de la meilleure  prestation d'une jeune actrice tenant le premier rôle dans une comédie pour Matilda (1996).
- 24e cérémonie des Saturn Awards 1998 : Meilleur(e) jeune acteur ou actrice pour La Guerre des fées (1997).
- 1998 : YoungStar Awards de la meilleure prestation d'une jeune actrice dans un film de comédie pour La Guerre des fées (1997).
- 2000 : YoungStar Awards de la meilleure prestation d'une actrice dans une comédie pour Thomas and the Magic Railroad '1999).
- 2001 : Young Artist Awards de la meilleure  prestation d'une jeune actrice tenant le premier rôle dans un drame pour Thomas and the Magic Railroad (2000).

## Anecdotes
- Elle mesure 1,54 m (5' 0½")
- Lorsqu'elle était jeune, elle collectionnait de petits oursons en peluche et fut d'ailleurs interviewée par le Beanie World Magazine. Son premier ourson en peluche fut Speedy the Turtles, qu'elle reçut à la fête d'anniversaire d'une amie.
- Le 1er mai 2012, elle apparaît dans la vidéo humoristique A Simple Wish de The Nostalgia Critic qui dit souvent du mal de ses films.